# Salelles
Salelles ([sə'le'ʎəs], en francès Saleilles) és un poble, cap de la comuna del mateix nom, de 4.887 habitants, de la comarca del Rosselló, a la Catalunya Nord. Està situat al sud-est de Perpinyà, a la zona central-oriental de la comarca. Pertany al Districte de Perpinyà i al cantó de la Costa Radiant.

## Etimologia
El nom del poble prové del diminutiu en -ella del topònim Sala, arrelat en la toponímia com a nom de masos grans i poderosos, amb molt presència a tota la Catalunya Vella.

## Geografia

Situació de la comuna de Salelles en el Rosselló

### Localització i característiques generals del terme
El poble, situat a 15 m d'altitud, s'estén en una plana entre el rec de drenatge de la Fossella, que separa el terme comunal de Salelles, de 61.200 hectàrees d'extensió, de Cabestany, al nord, i el riu Reart, al sud, que passa a tocar del nucli de població i en separa el terme del de Tesà. El terme de Salelles té el seu punt més baix a 8 metres d'altitud, i el més elevat a 27.
Termes municipals limítrofs:
|                 | Cabestany |                         |
| Perpinyà        |           | Sant Nazari de Rosselló |
| Vilanova de Raó | Tesà      | Alenyà                  |

### El poble de Salelles

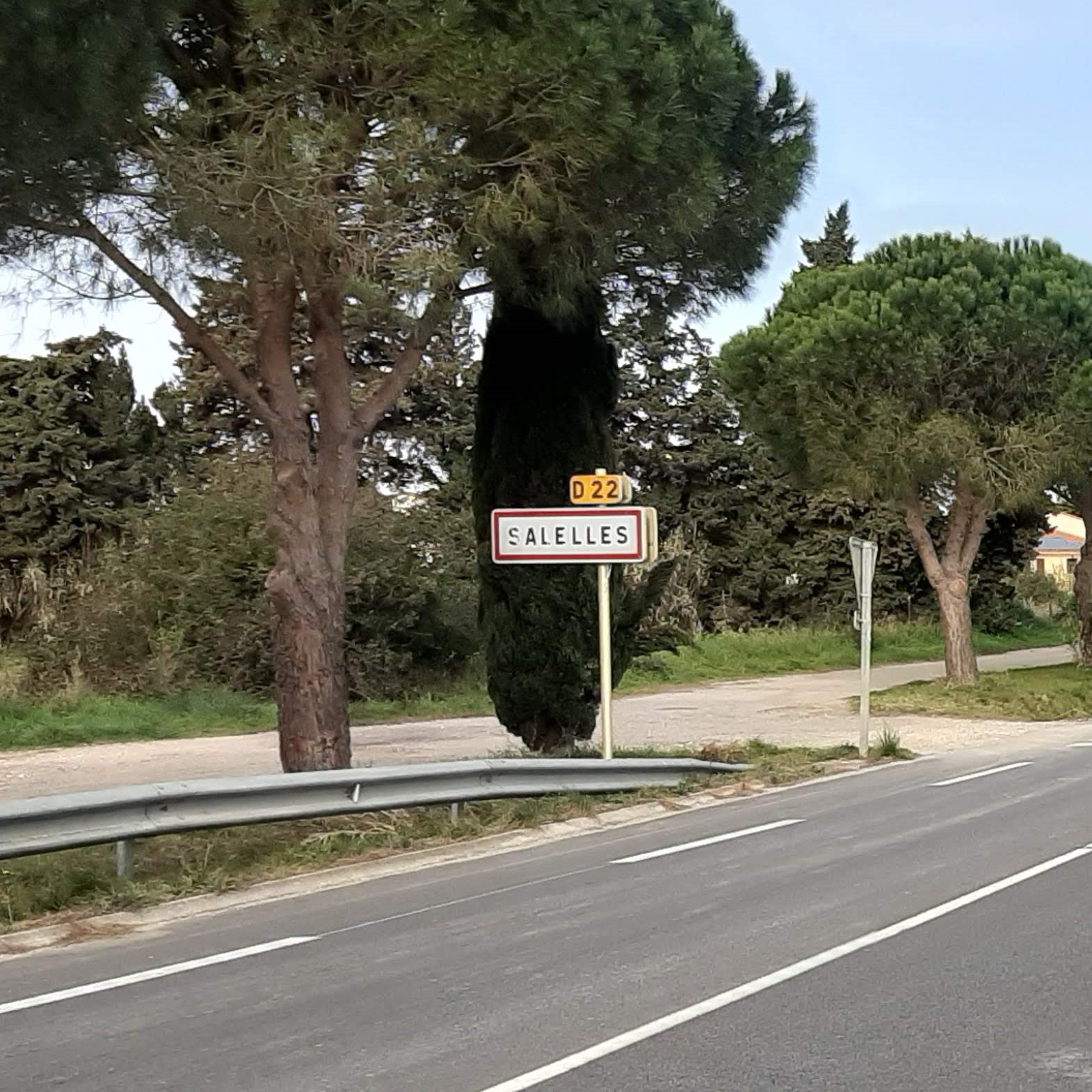
Rètol a l'entrada de Salelles.

Encara que avui dia està una mica desdibuixada, una cellera és l'origen del poble de Salelles, al voltant de l'església parroquial i del vell cementiri.
L'espectacular creixement del poble en els darrers cinquanta anys ha produït un eixamplament del nucli urbà, sobretot en urbanitzacions de cases aïllades, amb jardí, com és habitual actualment a tot el Rosselló. El poble vell conté diversos barris (la Closa, les Parregueres, la Plaça de la Font, Sant Esteve i la Serrera), que actualment estan envoltats de tot un seguit d'urbanitzacions, els noms de les quals són majoritàriament en francès: les Alzines, Bellevue, Camp de la Guarda, les Cantarelles, la Colomina, la Colomina de Canet, les Creuetes, Déu n'hi do, Domaine des Oliviers, les Hauts de Saleilles, les Jardins de Saleilles, les Llambinettes, les Llambines, l'Olivette, el Parral, le Quartier Neuf, les Résidences de Saleilles i Val Réart, a més de la Zona Artesanal del Reart.

### El lloc d'Anglars
Lloc totalment desaparegut, fins al punt que no se sap on era. Se suposa que és al nord del terme i del poble. El 899 és documentat el villare Anglares, i el 927, l'església de Sant Joan d'Anglars.

### El territori comunal
Un petit conjunt de masos, alguns d'ells ja absorbits pel contínuum urbà del poble, completen els habitatges salellencs: Mas Alart, Mas Barata, Mas Canal, Mas Carcassona (abans Mas Bages o Mas Baget), Mas Coret, Mas Marroc, Mas Oliu, Mas Roig i Mas Tastú, a més d'un antic molí, ara convertit en habitatge (el Molí). Entre els masos desapareguts, que han donat nom a partides actuals, hi ha Can Deit, el Mas de la Fam, Can Guillemat, el Mas Reiners o Mas Romà i el Mas Sant Pere. Cal destacar el desaparegut lloc d'Anglars, documentat, però del qual no se sap ni l'emplaçament.
El terme està dividit en partides, totes elles reflectides en el cadastre, algunes de les quals coincideixen en nom amb les urbanitzacions que s'hi han creat: Camí de la Sal, Camp de la Guarda, Camp de la Vila, Camp del Pastre, Camp dels Ossos, la Closa, la Colomina de Canet, les Creuetes, els Estanys, els Gorgs, els Hortets, les Llambines, la Mata, el Moll, les Parragueres, el Parral, les Planes, els Polls, el Pont de la Sal, el Prat de la Dimosel·la, els Prioners, les Ramblades, Terra Prim, la Teuleria o les Teuleries, els Tres Corns, la Vinya del Mangraner i la Vinya Vella.

### Els cursos d'aigua
Els dos principals cursos d'aigua de Salelles són dos: la Fossella, un canal de drenatge de la dreta del Tet, que fa de límit municipal amb Cabestany, i el Reart, un riu que estableix el límit municipal amb Tesà, pel sud. Aquest darrer riu en el darrer tram de Salelles marca un revolt cap al nord-est, moment en el qual entra totalment dins del terme salellenc. abans d'entrar en terme de Sant Nazari.
Tanmateix, solquen el terme salellenc el torrent del Còrrec i el dels Gorgs, o Rec dels Gorgs, i altres canals de drenatge i irrigació, com el Canal dels Gorgs i el Rec de Salelles. Completen la xarxa hidràulica diverses agulles, petits recs derivats la majoria dels canals d'irrigació, que serveixen l'agricultura del país.
La poca alçada del territori fa que els diferents camins que recorren el terme de Salelles tinguin passos a gual d'aquests cursos d'aigua, com el Pas de la Vella Fossella, el Pas de les Vinyes, el Pas del Mas Alart, el Pas del Reart i el Pas de Tesà.

## Comunicacions

### Vies antigues de comunicació
Travessava el terme actual de Salelles la Via Domitia, coneguda popularment al Rosselló com a Camí de Carlemany. El seu pas per Salelles s'iniciava, procedent d'Alenyà (exactament, de Boaçà), al gual sobre el Reart que hi havia entre la partida dels Estanys, de Salelles, i de les Muntilles, a Alenyà, a prop i al sud de Salelles. Des d'aquest lloc la Via Domícia continuava de forma molt rectilínia cap al nord-nord-oest, passava per l'actual poble de Salelles i anava a buscar l'actual termenal entre Salelles i Sant Nazari, de manera que en el seu pas per Salelles marcava una certa corba cap a llevant. En el lloc on actualment hi ha el pont de la carretera D-42 damunt de la Fossella, passava a gual aquest curs d'aigua i entrava en el terme comunal de Cabestany.

### Carreteres
Situat a llevant de Perpinyà, cap de comarca, per Salelles passen les carreteres D-22 (D-617A, a Perpinyà - D-81, a la Platja de Sant Cebrià), que travessa el poble del nord-oest al sud-est, i D-62 (D-914, a Perpinyà - Salelles), que ho fa procedint de ponent i mor a Salelles. Les dues carreteres es troben dins del nucli urbà, al sector de llevant, al punt rodó d'on arrenca l'Avinguda de Castellrosselló. La distància des de Perpinyà és de 9 quilòmetres, per carretera, i l'itinerari més fàcil i ràpid és el que surt de Perpinyà per la carretera d'Elna i en el punt rodó existent abans de trobar el curs del Reart se'n separa la D-62 cap al sud-est. Els pobles que envolten Salelles, i amb els quals té comunicació directa són Cabestany, a 4 quilòmetres, i Alenyà, a 3,5. No té comunicació directa, en canvi, amb Vilanova de Raó, Tesà i Sant Nazari de Rosselló, amb els quals es comunica a través d'Alenyà,

### Mitjans de transport públic
Salelles compta amb la línia 10 de la Compagnie de transports Perpignan Méditerranée, que uneix Salelles amb Perpinyà, Sant Esteve del Monestir i Baixàs. El trajecte total és d'entre 60 i 70 minuts.

### Camins
Essent el territori de Salelles tan pla i d'ús agrícola, el terme està solcat de camins, com els que comunicaven el poble amb els veïns i altres llocs del Rosselló, entre els quals destaquen el Camí de Cabestany al Reart, el de Cabestany a Vilanova (de Raó), el Camí de Perpinyà, modernament denominat Camí del Pou de les Colobres, el dels Aspres, el de Tesà, el de Vilanova, el Camí o Ruta d'Alenyà, la Ruta o Travessa de Cabestany, i el camí anomenat de Castellrosselló o de Sant Nazari, també anomenat Travessa de Sant Nazari. En un cas, el del Camí Vell d'Alenyà, es tracta del camí que ha estat substituït per les actuals carreteres departamentals. Un darrer grup de camins el constitueixen els d'accés als masos salellencs des del nucli principal de població: Camí del Marroc, o del Mas Marroc, Camí del Mas Alart, Camí del Mas Bazan, Camí del Mas Carcassona i Camí del Mas Carcassona al Reart.

## Història
Pel territori de Salelles discorria la Via Domitia, anomenada a l'edat mitjana Camí de Carlemany, que passava per l'actual límit entre Salelles i Sant Nazari de Rosselló. El gual pel qual aquest camí superava el Reart era aproximadament on és ara l'extrem est de Salelles.]
El poble és esmentat al segle ix entre documents (844, de Carles el Calb, 881, de Carlemany, i 889, del reu Eudes), on es diu que Salelles depèn del monestir de Sant Policarp de Rasès, fruit d'una donació d'un civil anomenat Austremir. Carles el Calb, però, donà Tesà, Salelles i Anglars (desaparegut) a un fidel servidor seu, Esteve, i a la seva muller Anna. El 927 el fill d'aquests dos, Ató, venia aquestes terres, amb les seves esglésies, a Guadall, bisbe d'Elna, tot i que Ató se'n reservava l'usdefruit.
El segle xi veié que per motius polítics el bisbe d'Elna, Berenguer, cedia els seus drets a Salelles al capítol de canonges de la seva seu episcopal, tot i que els descendents d'Ató es venien la meitat de les terres (el seu usdefruit) als senyors de Salses, fins que el 1100 Arnau Guillem de Salses deixava tot el que tenia a Salelles al capítol de Santa Eulàlia d'Elna. Des d'aquest any fins a la fi de l'Antic Règim Salelles, amb Tesà, romangué en mans del capítol d'Elna. El 1139, però, en un document signat per Udalgar de Castellnou, bisbe d'Elna, se cedia Salelles i cinc esglésies més al capítol catedralici.
El nucli del poble de Salelles té els seus orígens en la parròquia de Sant Esteve de Salelles, romànica, del segle xi, tot i que documentada des del segle ix, com acabem de veure. Conserva els notables retaules de sant Mateu, de santa Clara i de sant Esteve, del començament del segle xvii. Al seu voltant es va anar format el nucli de població. Al segle xii un dels cinc dignataris del bisbat d'Elna tenia palau i casa a Salelles (els altres quatre residien a Bages, Baixàs, Elna i Trullars).
A principis del segle xx un mecenatge privat construí la nova església parroquial, amb la mateixa advocació que l'església anterior, que ha restat inconclosa.
Fins al 1923 Salelles havia format part de la comuna de Cabestany, de la qual es segregà el 19 de juliol d'aquell any.

## Activitats econòmiques
El poble i el seu terme són essencialment agrícoles. La vinya constitueix la principal activitat econòmica del poble: la major part del terme hi està dedicat (309 ha, de les quals 247 per a produir vi dolç de qualitat superior). Hi ha un celler cooperatiu amb capacitat per a 30 000 hl; és un dels més importants de la comarca, però ha passat greus dificultats econòmiques. La resta del terme està dedicada als arbres fruiters: albercoquers (67 ha), presseguers (21), pomeres (2) i pereres (1). Completen la producció agrícola les 36 ha d'hortalisses: 14 d'escaroles, 6 d'enciams, 5 de tomàquets, 3 de carxofes, 2 de julivert i api, i 1 de carxofes, pastanagues i productes primerencs.
L'activitat industrial se centra en una fàbrica d'embotits i la seu d'una gran empresa de construcció, de les més rellevants de la Catalunya del Nord.
En tres zones del terme es troben nuclis d'activitats artesanals i comercials: la Zona d'activitats del Reart (ZAC du Réart), l'Espai d'activitats econòmiques de les Llambines i el Lotissement artisanal de l'Oliu. Les tres són properes entre elles, al sud del nucli urbà.

## Població

### Demografia antiga
La població està expressada en nombre de focs (f) o d'habitants (h).
| 14 f | 14 f | 14 f | 8 f | 2 f | 2 f | 8 f | 66 h | 15 f |

Font: Pélissier 1986

### Demografia contemporània[8]
| 1901 | 1906 | 1911 | 1921 | 1926 | 1931 | 1936 | 1946 | 1954 |
| ---- | ---- | ---- | ---- | ---- | ---- | ---- | ---- | ---- |
| -    | -    | -    | -    | 462  | 457  | 379  | 367  | 435  |

| 1962 | 1968 | 1975 | 1982 | 1990 | 1999 | 2006 | 2011 | 2012 |
| ---- | ---- | ---- | ---- | ---- | ---- | ---- | ---- | ---- |
| 469  | 503  | 1280 | 2310 | 3293 | 3879 | 4320 | 4696 | 4680 |

| 2013  | - | - | - | - | - | - | - | - |
| ----- | - | - | - | - | - | - | - | - |
| 4.887 | - | - | - | - | - | - | - | - |

Fonts: Ldh/EHESS/Cassini fins al 1999, després INSEE a partir deL 2004

### Evolució de la població

Evolució de la població

## Administració i política

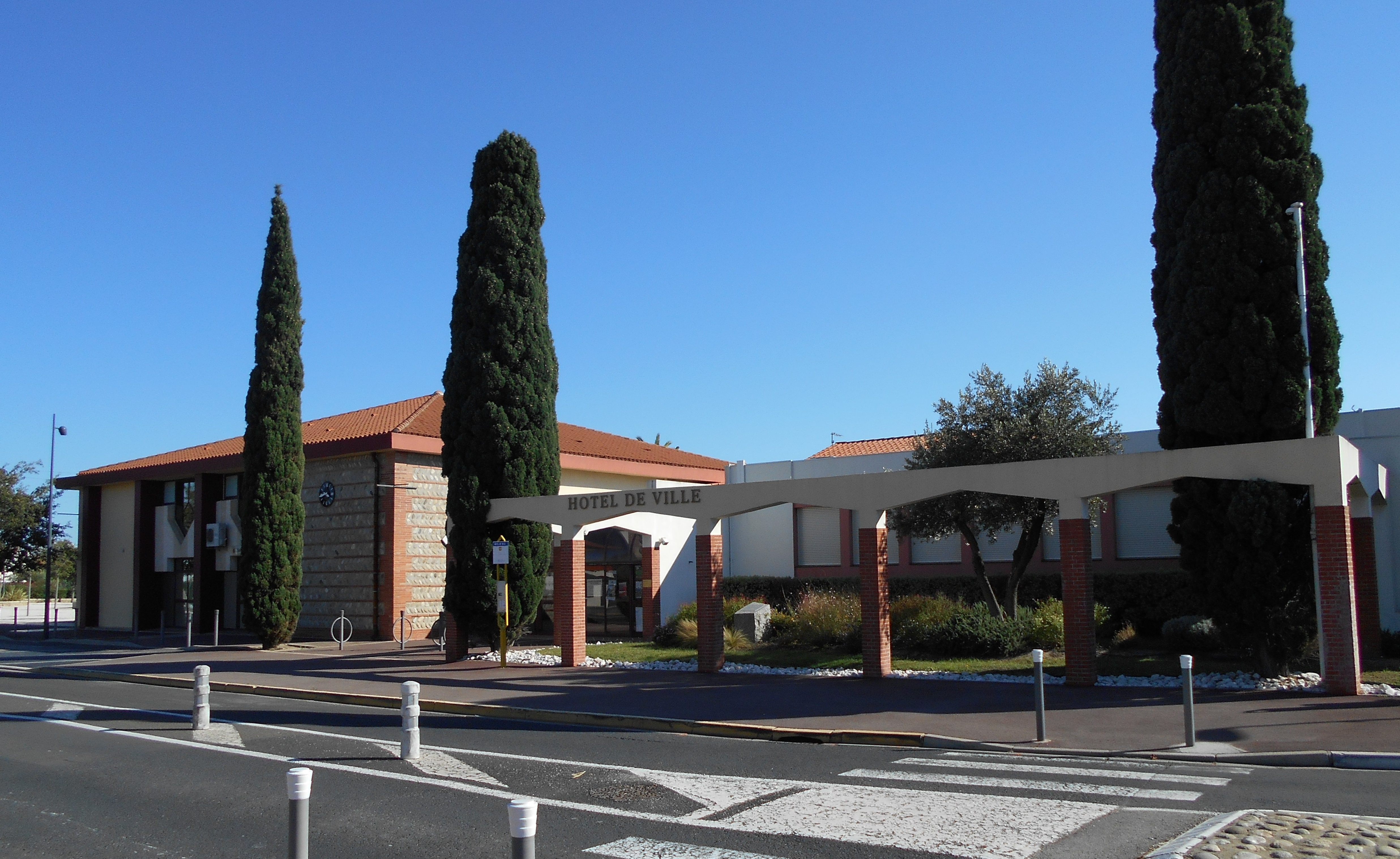
La Casa del Comú

### Batlles[11]
| Període                           | Nom              | Opció política | Comentaris |
| --------------------------------- | ---------------- | -------------- | ---------- |
| Març del 1977 – Desembre del 1993 | José Arrieta     |                |            |
|                                   |                  |                |            |
| Juny del 1995 – Marc del 2008     | Jean-Michel Erre | DVD            |            |
| Març del 2008 – Moment actual     | François Rallo   | UMP            |            |

### Legislatura 2014 - 2020

#### Batlle
- François Rallo.

#### Adjunts al batlle[12]
- 1r: Sylvie Rouze. Consellera delegada vicepresident de Política de poble i Seguretat
- 2n: Jean Pezin. Conseller delegat vicepresident de la comissió de Joventut i Esports
- 3r: Frédéric Rodrigues. Conseller delegat vicepresident de la comissió d'Obres
- 4t: Michèle Granier. Consellera delegada vicepresident de la comissió de Petita infància, infància, afers escolars i periescolars. Membre de la comissió de Finances
- 5è: Marie-Anne Hauspiez. Consellera delegada vicepresident de la comissió de Desenvolupament de l'economia, feina i formació professional
- 6è: Modeste Bosque. Conseller delegat vicepresident de la comissió d'Urbanisme, Espais verds i Entorn
- 7è: Cosme Dilme. Conseller delegat vicepresident de la comissió de Finances
- 8è: Isabelle Noguera. Consellera delegada d'Afers socials.

#### Consellers municipals
- Jacqueline Keiling. Membre de la comissió de Finances i de la de Petita infància, infància, afers escolars i periescolars
- Christian Pla. Conseller delegat d'Agriculture i Viticultura. Membre de la comissió d'Urbanisme, Espais verds i Entorn, de la d'Obres i de la de Desenvolupament econòmic, Feina i Formació
- Laurent Zaragosa. Conseller delegat de Solidaritat i de Família. Membre de la comissió de Joventut i Esports
- Robert Tarda. Conseller delegat d'Infrastructures municipals. Membre de la comissió d'Obres i de la de Petita infància, infància, afers escolars i periescolars
- Armelle Peres. Membre de la comissió de Joventut i Esports i de la de Desenvolupament econòmic, Feina i Formació
- Evelyne Bouillon. Consellera delegada de Festes, Cultura, Arts i Traditions. Membre de la comissió de Política de poble i Seguretat
- Pascal Giraudet. Conseller delegat de Festes, Cultura, Arts i Traditions. Membre de la comissió de Finances i de la de Política de poble i Seguretat
- Valérie Roccella. Membre de la comissió d'Urbanisme, Espais verds i Entorn i de la de Política de poble i Seguretat
- Céline Freixinos. Membre de la comissió de Petita infància, infància, afers escolars i periescolars i de la de Joventut i Esports
- Cédric Canals. Membre de la comissió d'Urbanisme, Espais verds i Entorn i de la d'Obres
- Magalie Sommesous. Membre de la comissió de Petita infància, infància, afers escolars i periescolars i de la de Desenvolupament econòmic, Feina i Formació
- Martine Campdoras. Membre de la comissió de Joventut i Esports
- Jean-Pierre Teixidor. Membre de la comissió de Finances, de la de Joventut i Esports i de la de Desenvolupament econòmic, Feina i Formació
- Edmond Dalmau. Membre de la comissió d'Urbanisme, Espais verds i Entorn, de la d'Obres i de la de Política de poble i Seguretat
- Eric Segales. Membre de la comissió d'Urbanisme, Espais verds i Entorn i de la d'Obres
- Christelle Palou. Membre de la comissió de Petita infància, infància, afers escolars i periescolars
- Christine Baches. Membre de la comissió de Finances, de la de Política de poble i Seguretat i de la de Desenvolupament econòmic, Feina i Formació
- Renée Olender. Membre de la comissió de Finances i de la d'Urbanisme, Espais verds i Entorn, de la d'Obres, de la de Petita infància, infància, afers escolars i periescolars, de la de Joventut i Esports, de la de Política de poble i Seguretat i de la de Desenvolupament econòmic, Feina i Formació.

### Administració cantonal

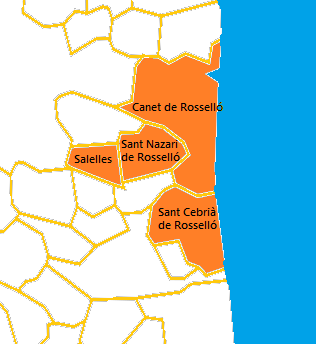
Mapa del Cantó de la Costa Sorrosa

El 1790 la comuna de Salelles fou inclosa en el cantó de Canet de Rosselló, dins del districte de Perpinyà. El 1801 fou inclosa en el cantó de Perpinyà-Est, i posteriorment se la integrà en el nou cantó de Perpinyà-3, el 1973. En fou desglossada el 1982 per tal de formar part del nou creat cantó de La Costa Radiant.
Amb motiu de les eleccions departamentals del 2015, Salelles ha estat inclòs en el nou cantó de La costa sorrosa, cantó número 3, format per Canet de Rosselló, Salelles, Sant Cebrià de Rosselló i Sant Nazari de Rosselló. Els consellers departamentals triats en aquesta elecció per aquest cantó han estat Armande Barrère, de l'UMP, adjunta al batlle a Canet, i Thierry del Poso, de l'UMP, batlle de Sant Cebrià.

## Patrimoni

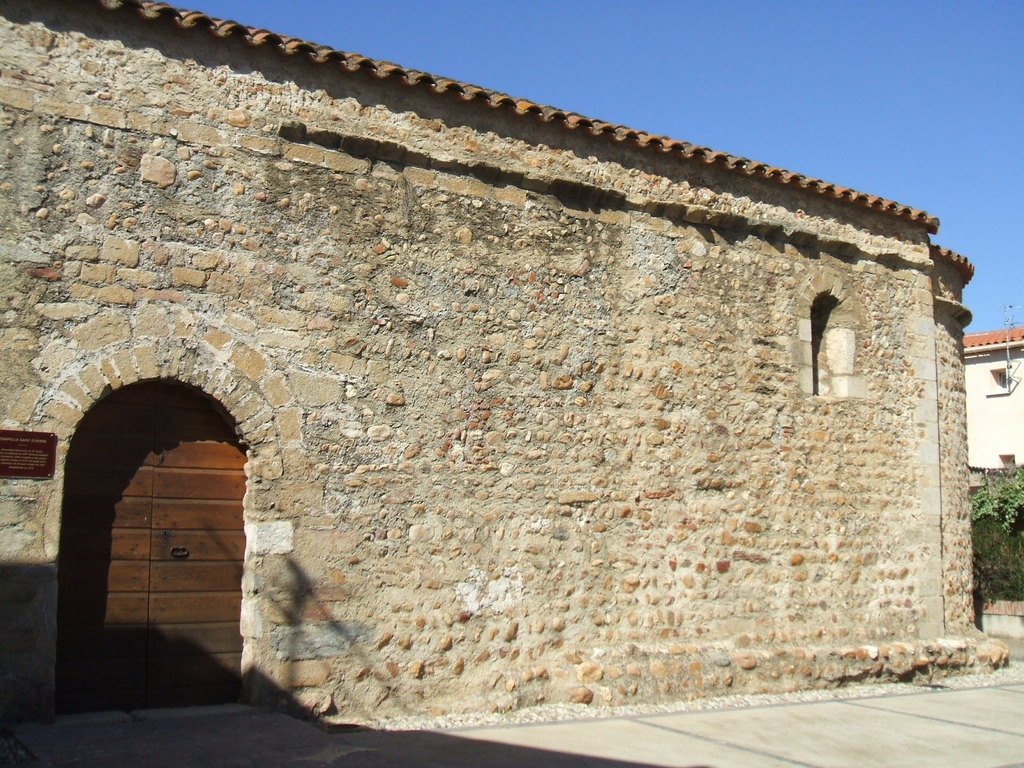
Mur meridional de la capella de Sant Esteve

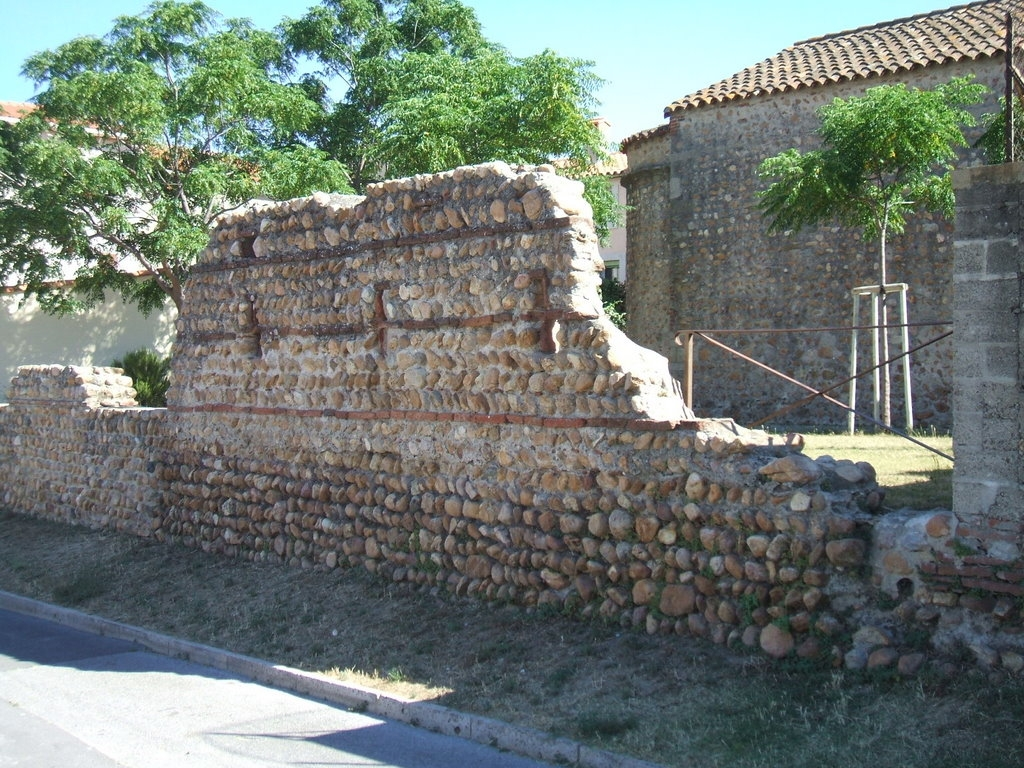
Vestigis de fortificacions al costat nord de la capella

- La capella romànica de Sant Esteve, antiga església parroquial del poble, segurament construïda el segle xi. Construïda en palets de riera, es tracta d'un edifici romànic de planta molt senzilla, constituïda per una nau única amb volta de canó apuntat tancada a llevant per un absis amb volta de cul de forn i porta en el mur meridional, com era habitual a les esglésies del segle xi.
- Al nord d'aquesta capella subsisteix un pany de muralla amb espitlleres. Una part del mobiliari de l'antiga església (el retaule de Sant Esteve, datat de vers el 1600, i la pica baptismal romànica) és visible a la nova església parroquial.[14]

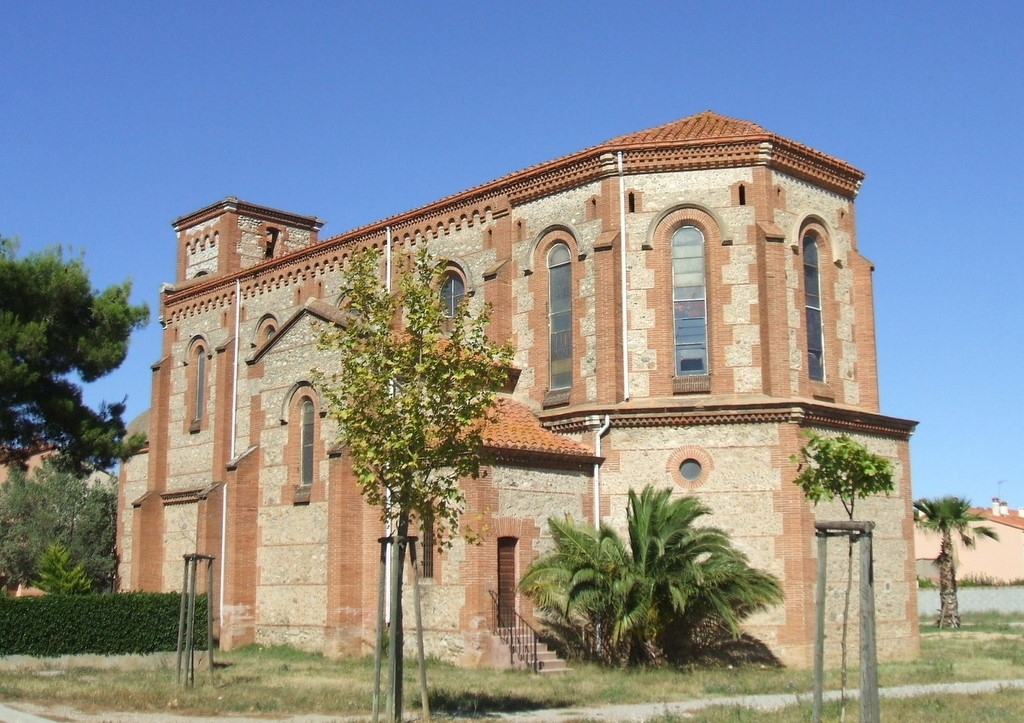
Església parroquial de Sant Esteve

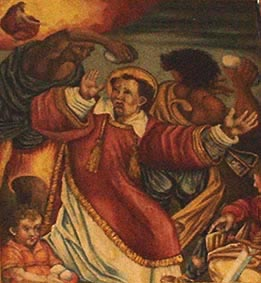
Detall del retaule de Sant Esteve (vers 1600): la lapidació

- L'església parroquial de Sant Esteve és un imponent edifici construït amb palets de riera i maons que formen filades regulars; és d'estil neogòtic. La combinació de palets de riera i filades regulars de maons constitueix una decoració exterior força rellevant. Fou començada el 1894 per tal de reemplaçar la capella de Sant Esteve. És d'una sola nau, amb absis poligonal i capelles baixes que formen un transsepte. No va ser mai del tot acabada en haver mort el 1912 la mecenes de la construcció, Mademoiselle Joséphine Anne Elisabeth Vimort Maux; el campanar no fou mai construït.[15] El 1913 se'n donava l'obra per acabada. La tècnica constructiva és la mateixa dels cellers, magatzems i algunes esglésies construïdes a la comarca a finals del segle xix.

Al nord del terme, al nord-oest del Mas Carcassona, existeix un oratori, que és l'única construcció religiosa de Salelles, a part de les dues esglésies de Sant Esteve. La documentació antiga existent parla també de l'església de Sant Joan d'Anglars, que no se sap on es trobava.

## Ensenyament
L'escola-bressol, o escoleta, i la llar d'infants El Niu» és municipal, i admet nenes i nens de 10 setmanes a 4 anys, sempre que els pares resideixin o treballin a Salelles.
A Salelles hi ha un sol centre d'ensenyament, a part de la llar d'infants: el Groupe Scolaire George Sand, on s'imparteixen els ensenyaments equivalents en el sistema francès a l'escola primària, fins als 10 o 11 anys. Els estudiants de secundària assisteixen al col·legi de Cabestany.
Un Centre de loisirs que admet la quitxalla entre 3 i 12 anys i els adolescents de 13 a 18 completa l'oferta educativa salellenca. És obert els dimecres i totes les vacances escolars.

## Cultura
En l'actualitat a Salelles hi ha força vida associativa cultural, sobretot a partir d'iniciatives com les associacions Aire de primavera, iniciatives de foment de les tradicions catalanes (Esbart Sardanista de Salelles), de conservació del patrimoni, teatre adult i infantil, la bibliothèque, amb club de lectura, un conservatori i una altra escola musicals, la coral, una orquestra i clubs de cal·ligrafia i informàtica, etc.
La pàgina web de l'ajuntament de Salelles conté una nodrida mediateca del 2010 fins a l'actualitat, sobretot de fotografies i vídeos.

## Esports
El rugbi havia tingut una dilatada història en el poble: a part de l'equip de Perpinyà, els dos primers clubs rossellonesos, creats el 1920, foren els de Torrelles i el de Salelles i Tesà. Aquest equip subsistí fins al 1930, any en què es dissolgué i els seus jugadors es repartiren en altres equips propers. El 1979 es tornà a practicar el rugbi a Salelles, fins que el 1995 l'equip de Salelles es fusionà amb el de Cabestany, en l'anomenada Entente de la Fosselle. El nou equip guanyà nombrosos trofeus i campionats. En els anys sense rugbi es va practicar al poble l'atletisme, amb diversos salellencs destacats a nivell departamental.
El 1951 es creava un club de petanca, esport àmpliament practicat al poble. Després de jugar a petanca en els mateixos carrers del poble, en l'actualitat el club té el seu estatge i uns camps propis en el complex esportiu municipal.
Amb la creixença del poble dels anys 80 del segle xx, nombrosos esports feren presència a Salelles, amb els clubs respectius: futbol, futbol de taula, rugbi, bàsquet, handbol, gimnàstica, musculació, judo, ioga, ciclisme, karate, tennis, caça, pesca, tir esportiu, bitlles, excursionisme i ball esportiu.
La principal organització esportiva actual de Salelles és el Judo Olympique Saleilles, club de judo de la comuna creat el 1979.

## Festes locals
- Festa patronal: 3 d'agost
- Festa local: 24 de juny[18]

## Personatges il·lustes
- Antoine Casenobe (1914-1943), pilot militar, as de la segona Guerra Mundial, nascut a Salelles
- Mathieu Madénian (1976-), humorista, actor, cronista i autor literari, visqué molts anys a Salelles.

## Artistes salellencs
En l'actualitat resideix a Salelles un bon grup d'artistes de diferents gèneres, entre els quals destaquen l'escriptor en llengua francesa Roger Blandignères, l'animador cultural Philippe Manuel Mercier, la dissenyadora i retratista Marie Occhi, el pintor ceramista Gilles Pacull, el pintor i fotògraf Émile Ramis, el joier André Rubin i la pintora Michèle Surhomme.